# Villafruela
Villafruela ist ein Ort und eine Gemeinde (municipio) mit 143 Einwohnern (Stand: 2024) im Zentrum der Provinz Burgos in der Autonomen Gemeinschaft Kastilien und León. Villafruela liegt in der Comarca Arlanza. 

## Lage und Klima
Die Gemeinde Villafruela liegt etwa 50 Kilometer südsüdwestlich der Provinzhauptstadt Burgos am kleinen Río Franco in einer Höhe von ca. 900 m. Das Klima ist gemäßigt bis warm; Regen (ca. 543 mm/Jahr) fällt übers Jahr verteilt.
Im Gemeindegebiet wird in erster Linie Getreide angebaut.

## Sehenswürdigkeiten
- Laurentiuskirche (Iglesia San Lorenzo)
- Odonstor
- Einsiedelei Vera Cruz o del Santo Cristo